# Alonso Fernández de Avellaneda
Alonso Fernández de Avellaneda är en pseudonym för den okände författaren till den i Tarragona 1614 utgivna andra delen av Don Quijote, som föranledde Cervantes att 1615 skriva sin andra del. 
Vem som dolde sig under pseudonymen är inte bevisat, men med anledning av den fiendskap, som rådde mellan Cervantes och Lope de Vega, anses sannolikast att någon av den senares vänner författat denna andra del, och den åsikten har varit allmännast, att under pseudonymen dolde sig kungens biktfar, Frey Luis de Aliaga. 